# 王興吾
王興吾（？—1759年），字宗之，號慎庵，江蘇省松江府華亭縣（今上海市松江區）人，清朝官员、進士出身。王鴻緒之孫。
雍正五年（1727年），登進士，改庶吉士。雍正八年，授翰林院編修。乾隆三年，任日講起居注官、廣西道監察御史。后任雲南道監察御史。乾隆十年，任吏科給事中、戶科給事中、河南按察使。乾隆十一年，任河南布政使。乾隆十二年，署理河南學政。乾隆十三年，護理河南巡撫。乾隆十五年，任江西布政使，護理江西巡撫。乾隆十九年，護理江西巡撫。乾隆二十二年，任吏部右侍郎、吏部左侍郎。